# Vallée d'Aoste Nus Malvoisie
Le Vallée d'Aoste Nus Malvoisie est un vin blanc italien de la région autonome Vallée d'Aoste doté d'une appellation DOC depuis le 30 juillet 1985. Seuls ont droit à la DOC les vins récoltés à l'intérieur de l'aire de production définie par le décret. Les vignobles autorisés se situent en Vallée d'Aoste dans les communes d’Aoste, Nus, Quart,  Saint-Christophe et Verrayes.

## Caractéristiques organoleptiques
- couleur: jaune paille avec des reflets dorés.
- odeur: fin, intense, légèrement épicé
- saveur: sec, facile à boire, harmonieux, agréable.

Le Vallée d'Aoste Nus Malvoisie se déguste à une température de 8 à 10 °C et il se gardera  1 – 3 ans.

## Production
Province, saison, volume en hectolitres :
- pas de données disponibles